# I visitatori (film 1972)
I visitatori (The Visitors) è un film del 1972 diretto da Elia Kazan, presentato in concorso al 25º Festival di Cannes.

## Trama
Due soldati dell'esercito statunitense scontano due anni di prigione dopo lo stupro e l'omicidio di una ragazza, avvenuti durante la guerra del Vietnam. I due, usciti di prigione, vanno a rintracciare un commilitone che vive con sua moglie, la figlia e il suocero in campagna e che precedentemente li aveva denunciati per lo stupro: ovviamente, non hanno buone intenzioni nei suoi confronti. Con il passare dei giorni, tra i due nascerà parecchia tensione.